# Episodi di Mamy fa per tre (quarta stagione)
Questa voce contiene trame, dettagli e crediti dei registi e degli sceneggiatori della quarta e ultima stagione della serie televisiva Mamy fa per tre.
Negli Regno Unito, la serie andò in onda sulla ITV dal 16 maggio al 27 giugno 1973.
| n° | Titolo originale      | Titolo italiano | Prima TV UK    | Prima TV Italia |
| -- | --------------------- | --------------- | -------------- | --------------- |
| 1  | Wedding Talk          |                 | 16 maggio 1973 |                 |
| 2  | Homes, Sweet Homes    |                 | 23 maggio 1973 |                 |
| 3  | A Home and A Job      |                 | 30 maggio 1973 |                 |
| 4  | The Eve of the Day    |                 | 6 giugno 1973  |                 |
| 5  | And Father Makes Five |                 | 13 giugno 1973 |                 |
| 6  | Starting Trouble      |                 | 20 giugno 1973 |                 |
| 7  | The Honeymoon's Over  |                 | 27 giugno 1973 |                 |